# Gamasellus pulcherimus
Gamasellus pulcherimus är en spindeldjursart som beskrevs av Davydova 1982. Gamasellus pulcherimus ingår i släktet Gamasellus och familjen Ologamasidae. Inga underarter finns listade i Catalogue of Life.